# NGC 3144
NGC 3144 je galaksija u zviježđu Zmaju.

## Vanjske poveznice
- SEDS: NGC 3144